# ZERO1
プロレスリングZERO1（プロレスリング・ゼロワン、英: Pro-Wrestling ZERO1）は、日本のプロレス団体。

## 概要
ZERO1は形式上「プロレスリングZERO-ONEの所属選手とスタッフの大半が独立して設立したプロレス団体」で法人格上も別会社である。しかし、2005年7月11日にZERO-ONEで選手兼代表取締役社長を務めていた橋本真也が逝去したこともあり、「ZERO-ONEの後継プロレス団体」という姿勢を強く打ち出している。なお、橋本はZERO1には参加していない。ZERO1の旗揚げ戦から年数はZERO-ONEの旗揚げ戦が開催された2001年3月2日を起点としてカウントしている。

## 歴史
2004年
- 11月25日、プロレスリングZERO-ONEの活動停止により、橋本真也・明石鯛我・レフェリーの村山大値を除く選手とスタッフが、ZERO-ONEを引き継ぐ形で「プロレスリングZERO1-MAX（プロレスリング・ゼロワン-マックス）」を設立。当時の運営は株式会社ファースト・オン・ステージ。

2005年
- 1月10日、後楽園ホールでプレ旗揚げ戦を開催。
- 1月23日、後楽園ホールで旗揚げ戦を開催。

2006年
- 6月1日、草間政一がAWAスーパースターズ・オブ・レスリング日本支部長に就任。これは設定上の地位であるものの、プロレス業界に未練のある草間がファースト・オン・ステージのフロント入りを希望し、代表の中村祥之の「営業に専念して仕事の負担を減らしたい」という思惑と一致したが、即フロント入りとする訳にはいかないためとりあえず取締役的地位に就任させて、その手腕を試す期間を設けるためであったと思われる。
- 7月、草間は「火祭り」の開会宣言を「草間ガニア政一」という名前で行った（ガニアとはAWAの帝王のバーン・ガニアからの引用とされる）。
- 10月1日、後楽園ホールでZERO1-MAX女子部「プロレスリングSUN」の旗揚げ戦を開催。

2007年
- 5月31日、草間がAWAスーパースターズ日本支部長を辞任。
- 12月、AWAスーパースターズとの関係が解消された。

2008年
- 1月、ZERO1-MAX総合格闘技部門「ランズエンドZERO-ONE MAX」を発足。

2009年
- 1月1日、団体名を「プロレスリングZERO1（プロレスリング・ゼロワン）」に改称。ZERO1総合格闘技部門の名称を「ランズエンドZERO1」に変更。

2011年
- 3月6日、10周年記念大会『プロレス』を両国国技館で開催。橋本真也の長男である橋本大地がデビューした[1]。

2014年
- 1月、大谷晋二郎が1月1日から新体制に移行すると同時に団体名変更の可能性を示唆したがファンの反対もあり団体名変更は見送られた。

2016年
- 10月1日、運営が株式会社ファースト・オン・ステージから株式会社ドリームオンステージに移行し、代表取締役社長兼CEOに大野佳隆が就任[2]。

2018年
- 7月4日、代表取締役社長兼CEOの大野が退任し、代表取締役社長に笹崎勝己が就任[3]。

2020年
- 3月1日、運営が株式会社ドリームオンステージから株式会社iFDに移行[4]。代表取締役に岩本和裕が就任し、前代表取締役社長の笹崎勝己は取締役に就いた。また同日に行われた後楽園ホール大会において、2021年3月14日に両国国技館で旗揚げ20周年大会を開催すると発表した[5]。
- 6月29日、コロナ禍により大会中止が相次ぎ財政状況が悪化したことを理由に、4月に代表の岩本が辞任したことを発表。また5月をもって高岩竜一、6月に佐藤耕平、日高郁人が退団したことを発表[6]。
- 7月11日、靖国神社で会見を行い、7月1日付で投資関連会社のダイコーホールディングスグループの子会社となる新会社「株式会社ダイコーZERO1」を設立し今後運営を行っていく事を発表。代表取締役社長にはかつて大仁田厚の側近だった神尊仁が就任[7][8]。
- 8月　レギュラー参戦していた元WRESTLE-1のタナカ岩石が入団を発表しこれを機にリングネームを太嘉文に改名。
- 11月、火野裕士が団体との方向性の相違により退団。ユニットからも脱退した。
- 12月28日、12月31日付でSUGIが専属出場終了、また岩﨑永遠が本人同意のもと業務委託契約解除となることを発表[9]。RAICHOも参戦契約終了となった。

2021年
- 1月、田中将斗が田村ハヤトを下し王者へ。田村はリベンジャーズ入りを果たした。
- 3月に予定していた両国大会の延期を発表。
- 9月7日、大谷晋二郎とオッキー沖田が会見を開き、田村ハヤトのZERO1からGLEATへの移籍トラブルを理由にGLEATとの絶縁を発表。ZERO1より、GLEAT所属選手のエル・リンダマンが保持しているインターナショナルジュニアヘビー級王座とNWA世界ジュニアヘビー級王座を剥奪することを発表した[10]。

2022年
- 4月10日 11年ぶりに両国国技館で旗揚げ20周年&21周年記念大会を開催。メインで大谷晋二郎が試合中に頸髄損傷を負い長期療養となる。

2023年
- 1月1日、不動力也が再入団。朱鷺裕基がデビュー。
- 3月5日、アストロマンが「アストロ」に改名。
- 3月5日、太嘉文が現役を引退。
- 7月29日、後楽園ホールでの火祭り2023決勝戦を最後にオッキー沖田がZERO1リングアナウンサーを卒業し取締役として裏方業務に専念[11]。アストロ・ブラックに敗退したアストロが翌日から無期限休業[12]。
- 10月28日、新木場大会にて田中将斗、菅原拓也、ヤス久保田、ヒデ久保田、横山佳和、クリス・ヴァイスが「REAL ZERO1」を結成。
- 12月、北村彰基が一身上の都合で無期限の欠場を発表。翌年の元旦興行に田中将斗、菅原拓也、横山佳和、クリス・ヴァイスの不参加が発表された。

2024年
- 1月1日、後楽園興行を栃木プロレス主催でZERO1名義で開催。栃木プロレス臼井代表が挨拶を行い、オッキー沖田がリングアナを担当。工藤めぐみGM、笹崎勝己レフェリーは不参加となった。
- 1月28日、「REAL ZERO1」興行を開催された。試合後には今回不参加であったZERO1の若手勢（栃木プロレス勢）が来襲、その中にいた北村彰基が復帰を宣言した。また永尾颯樹は自分の決めた道を行くと発表しREAL ZERO1へ加入した。
- 3月31日、靖国神社で奉納プロレスをダイコーZERO1主催、カミウトラストホールディングス協力で開催。試合終了後に神尊社長、沖田取締役、笹崎レフェリーによる会見を行い、1月1日および3月3日の後楽園ホール大会の主催が栃木プロレスとなっている件（ダイコーZERO1は赤字興行が続いているため、会場使用料が嵩む後楽園ホールでの大会が事実上不可能となっていたため、取締役である沖田が、栃木プロレスの臼井代表に依頼してZERO1大会として開催にこぎつけた）やZERO1公式のスケジュールで栃木プロレス主催の大会か記載されていない件（ZERO1の一部選手が出場しないため、SNSおよびサイト担当の笹崎レフェリーが独断で記載しなかった）で、栃木プロレスの臼井代表が誹謗中傷されていると説明し謝罪した[13]。
- リングアナウンサー引退後も社内取締役としてZERO1の活動を支えていたオッキー沖田が、創始者である橋本真也の命日である7月11日にZERO1からの卒業を発表。リハビリ中の大谷晋二郎のサポートは今後も継続する[14]。

2025年
- 1月、2024年現在の親会社であるダイコーホールディングスと契約満了し、新たな親会社の株式会社スタジオバックドロップの支援での運営体制変更に伴い協力団体であった栃木プロレスは完全に別団体となり、新体制発足記者会見に参加した6人と長期療養中の大谷晋二郎を除く栃木プロレス所属選手および不動力也、佐藤嗣崇、金剛山らは契約満了によりZERO1から退団[15]。年間の決定済みスケジュールを発表し、「火祭り」も継続して開催されるが、WRESTLE UNIVERSEでの動画配信はされておらず打ち切ったと思われる。
- 1月8日、メキシコ観光主催による4月27日、両国国技館「LUCHA FIESTA ESPECIAL」の開催記者会見にて工藤めぐみ、田中将斗が出席。新たなハヤブサの復活、田中将斗とのシングルマッチを発表[16]。
- 1月26日、ミス東スポ2025の堀このみが工藤めぐみと田中将斗に入団を直訴し練習生として入団[17]。
- 2月9日、新木場1stリングにて新体制で初興行。新設の女子部[18]を含めて新体制ZERO1勢は5戦全敗に終わり、新ハヤブサを5月に投入することを発表[19]。
- 3月11日、栃木プロレスを卒業しフリー宣言した松永準也と朱鷺裕基が工藤GMに新生ZERO1への参戦を直訴し、二人の熱意やフリーということで契約のしがらみもないと工藤GMも快諾し参戦決定[20]。3月27日の大会より松永と朱鷺のタッグで対戦カードが組まれた[21]。
- 3月30日、新宿大会メイン終了後に松永と朱鷺が入団を直訴、GM・所属選手の満場一致で再入団が決まった。

## NWAとの関係
2011年1月、ZERO1がNWAと業務提携を結んでプロレスリングZERO-ONEが管理、NWAが認定していたNWA UNヘビー級王座、NWAインターコンチネンタルタッグ王座、NWAインターナショナルライトタッグ王座は引き続きNWAが認定することになった。3月、NWAがZERO1旗揚げ10周年を表彰してNWAプレミアムヘビー級王座を創設。7月11日、NWAはZERO1に参戦していたNWA世界ヘビー級王者のザ・シーク（2代目）が、コロンバスでアダム・ピアースとの防衛戦をボイコットしたため、シークからNWA世界ヘビー級王座を剥奪。ZERO1に参戦していたNWA世界ジュニアヘビー級王者のクレイグ・クラシックはNWAにシークがNWA世界ヘビー級王座を剥奪されたことに抗議するが受け入れられず、クラシックは世界ジュニアヘビー級王座を返上したがZERO1はクラシックを引き続きNWA世界ジュニアヘビー級王者に認定。10月、ZERO1がNWAに抗議して業務提携を解消。11月3日、ZERO1はNWAへの当て付けとして王座認定組織「NWA（ニュー・レスリング・アライアンス）」を発足。クラシックが保持しているNWA世界ジュニアヘビー級王座の歴代数及び防衛回数は継承されることになった。

## タイトルホルダー
| タイトル                                       | 保持者                  | 歴代           |
| ---------------------------------------------- | ----------------------- | -------------- |
| 世界ヘビー級王座                               | 潮崎豪                  | 第34代         |
| NWAインターコンチネンタルタッグ王座            | 真霜拳號 ナカ・シュウマ | 第49代         |
| NWA世界&インターナショナルジュニアヘビー級王座 | 馬場拓海                | 第131代&第31代 |

| タイトル  | 覇者              | 年代   |
| --------- | ----------------- | ------ |
| 火祭り    | ハヤブサ          | 2025年 |
| 天下一Jr. | 星野良            | 2023年 |
| 風林火山  | 田中将斗 横山佳和 | 2023年 |

## 所属選手
- 田中将斗
- 菅原拓也
- クリス・ヴァイス
- ヤス久保田
- ヒデ久保田
- 横山佳和
- 朱鷺裕基
- 松永準也
- ハヤブサ

## スタッフ

### レフェリー
- デューク佐渡（フリー）
- 李日韓（フリー）

### リングアナウンサー
- 味方冬樹（フリー）
- 朝日奈ゆう（見習い）

### ゼネラルマネージャー
- 工藤めぐみ

### 統括
- 神尊仁

## 歴代タイトル
- AWA世界ヘビー級王座
- USヘビー級王座
- NWAプレミアムヘビー級王座
- NWA UNヘビー級王座
- NWAインターナショナルライトタッグ王座

## 歴代所属選手
- 葛西純
- 村浜武洋
- 山笠Z"信介（現：若鷹ジェット信介）
- 横井宏考
- 高橋冬樹
- 大森隆男
- 佐々木義人
- 星川尚浩
- 浪口修
- 斎藤譲
- 柿沼謙太
- 高西翔太
- 山上康弘（プロレスリングZERO1九州）
- クレイグ・クラシック（現：クラシック・キッド）
- 橋本大地
- 夕陽（ZERO1野良犬道場）
- ジェイソン・リー
- 崔領二
- RYO（ランズエンドZERO1）
- 藤田峰雄
- 将火怒（旧：植田直幹、植田使徒、デーモン植田）
- 磐城利樹
- ブッファ
- クリス・オンドーフ
- ジェームス・ライディーン（現：ディラン・ジェイムス）
- 福島昇治
- KAMIKAZE
- ショーン・ギネス
- 小幡優作
- 藤田ミノル
- トミー・マドックス
- 高岩竜一
- 佐藤耕平
- 日高郁人
- 火野裕士
- SUGI
- 岩崎永遠
- ハートリー・ジャクソン
- 太嘉文
- 日力源太
- アストロ（英語版）（旧：アストロマン）
- 大谷晋二郎
- 金剛山（南大阪プロレス兼任所属）
- 不動力也
- 永尾颯樹
- 佐藤嗣崇
- 馬場拓海
- 北村彰基
- 星野良

## 歴代ユニット
- アックスボンバーズ
- アックス軍
- ソード軍
- ZERO64
- NWF
- デーモン軍
- 弾丸ヤンキース
- VOODOO-MURDERS
- トンガリコーンズ
- ヒダカヤ
- 串カツ田中
- REVENGERS

## 歴代タッグチーム
- 炎武連夢
- ワイルドチャイルド
- モーターシティ・マシンガンズ
- 華斬
- 相棒タッグ
- 義兄弟タッグ
- 新相棒タッグ
- ジュニア・スターズ
- 横山一家
- 久保田ブラザーズ

## 歴代スタッフ
- 阿部信輔（レフェリー）
- Naoki（リングアナウンサー）
- オッキー沖田（リングアナウンサー）
- ファンキー佐藤（リングアナウンサー）
- 三又又三（TAP）（ゼネラルマネージャー）

## 歴代役員
株式会社ファースト・オン・ステージ
株式会社ドリームオンステージ
神奈川県川崎市川崎区殿町1丁目13番14号
- 初代代表取締役社長 : 大野佳隆（2016年10月 - 2018年6月）
  - 取締役社長 : 大谷晋二郎（2016年10月 - 2018年6月）
  - 副社長 : 丸山昭一（2016年10月 - 2018年6月）
  - 専務 : 柚原真紀（2016年10月 - 2020年6月）
  - 営業統括本部長 : 笹崎勝己（2016年10月 - 2018年6月）
  - 営業部次長 : 沖田佳也（2016年10月 - 2018年6月）
  - 選手会長 : 田中正人（2016年10月 - 2018年6月）
  - 選手副会長 : 小幡優作（2016年10月 - 2020年6月）
- 第2代代表取締役社長 : 笹崎勝己（2018年7月 - 2020年2月）[3]
  - 取締役会長 : 大谷晋二郎（2018年7月 - 2020年6月）
  - 副社長 : 田中正人（2018年7月 - 2020年6月）
  - 副社長 : 佐藤耕平（2018年7月 - 2020年6月）
  - 専務 : 柚原真紀（2016年10月 - 2020年6月）
  - 営業本部長 : 沖田佳也（2018年7月 - 2020年6月）
  - 選手会長 : 高岩竜一（2018年7月 - 2020年6月）

株式会社iFD
神奈川県川崎市川崎区殿町1丁目13番14号
代表取締役社長 岩本和裕（2020年3月1日 - 2020年6月）
株式会社ダイコーZERO1
東京都中央区日本橋茅場町1丁目13番21号
2020年6月19日設立
- 代表取締役会長 : 神長大（2020年7月1日 - 2024年12月）
- 代表取締役社長 : 神尊仁（2020年7月1日 - 2024年12月）
- 取締役 : 沖田佳也（2020年7月1日 - 2024年7月11日）
- 取締役 : 大谷晋二郎
- 監査役 : 中牧昭二

- 笹崎勝己

## 試合中継
放送中の番組
- ZERO1中継（FIGHTING TV サムライ）[25]

## 関連番組
終了した番組
- ゼロワン熱血通信（FIGHTING TV サムライ、サムライ2）

## あなたのレスラーズ
2005年、大谷晋二郎がプロレスを通じて選手が一生懸命戦う姿を見せて、いじめ、様々な困難に立ち向かう子供に勇気を与えるために活動している。2011年8月、「一般社団法人あなたのレスラーズ」として法人化。